# Makuhî, Zinkiv
Makuhî (în ucraineană Макухи) este un sat în comuna Kîrîlo-Hannivka din raionul Zinkiv, regiunea Poltava, Ucraina.

## Demografie
Componența lingvistică a localității Makuhî
     Ucraineană (94,44%)
     Rusă (5,56%)
Conform recensământului din 2001, majoritatea populației localității Makuhî era vorbitoare de ucraineană (94,44%), existând în minoritate și vorbitori de rusă (5,56%).